# Robin Hanzl
Robin Hanzl (* 10. leden 1989 Ústí nad Labem) je český hokejový útočník hrající za tým Malmö Redhawks ve švédské SHL.

## Ocenění a úspěchy
- 2009 1.ČHL – Nejproduktivnější junior
- 2012 1.ČHL - Nejlepší střelec v oslabení
- 2015 ČHL - Nejlepší nahrávač v playoff
- 2015 ČHL - Nejproduktivnější hráč v playoff

## Prvenství

### ČHL
- Debut - 5. prosince 2010 (HC Verva Litvínov proti HC Vítkovice Steel)
- První gól - 18. září 2011 (HC Verva Litvínov proti HC Mountfield, českému brankáři Jakubu Kovářovi)
- První asistence - 30. září 2011 (HC Verva Litvínov proti PSG Zlín)

### KHL
- Debut - 22. srpna 2017 (CHK Neftěchimik Nižněkamsk proti Amur Chabarovsk)
- První asistence - 24. srpna 2017 (CHK Neftěchimik Nižněkamsk proti Admiral Vladivostok)
- První gól - 24. srpna 2017 (CHK Neftěchimik Nižněkamsk proti Admiral Vladivostok, ruskému brankáři Igor Bobkov)

## Kluby podle sezón
- 2003-04 HC Slovan Ústečtí Lvi ČHL-18
- 2004-05 HC Slovan Ústečtí Lvi ČHL-18
- 2005-06 HC Slovan Ústečtí Lvi ČHL-18
- 2006-07 HC Slovan Ústečtí Lvi ČHL-20, HC Stadion Teplice 2.ČHL
- 2007-08 HC Slovan Ústečtí Lvi ČHL-20, HC Stadion Litoměřice 2.ČHL
- 2008-09 HC Slovan Ústečtí Lvi ČHL-20, HC Slovan Ústečtí Lvi 1.ČHL
- 2009-10 HC Slovan Ústečtí Lvi 1.ČHL
- 2010-11 HC Slovan Ústečtí Lvi 1.ČHL, HC Verva Litvínov (E)
- 2011-12 HC Slovan Ústečtí Lvi 1.ČHL, HC Verva Litvínov (E)
- 2012-13 HC Slovan Ústečtí Lvi 1.ČHL, HC Verva Litvínov (E)
- 2013-14 HC Verva Litvínov (E)
- 2014-15 HC Verva Litvínov (E)
- 2015-16 HC Verva Litvínov (E)
- 2016-17 HC Verva Litvínov (E)
- 2017-18 CHK Neftěchimik Nižněkamsk (KHL)
- 2018-19 HK Spartak Moskva (KHL)
- 2019-20 HK Spartak Moskva (KHL)
- 2020-21 HK Spartak Moskva (KHL)
- 2021-22 Timrå IK (SHL)
- 2022-23 Timrå IK (SHL)
- 2023-24 Timrå IK (SHL)
- 2024-25 Malmö Redhawks (SHL)

## Reprezentace
| Rok                       | Tým                       | Soutěž                    | Z  | G | A | B | TM |
| ------------------------- | ------------------------- | ------------------------- | -- | - | - | - | -- |
| 2017                      | Česko                     | MS                        | 8  | 1 | 1 | 2 | 2  |
| 2021                      | Česko                     | MS                        | 7  | 0 | 4 | 4 | 2  |
| Seniorská kariéra celkově | Seniorská kariéra celkově | Seniorská kariéra celkově | 15 | 1 | 5 | 6 | 4  |